# North Palmer River
North Palmer River är ett vattendrag i Australien. Det ligger i delstaten Queensland, omkring 1 600 kilometer nordväst om delstatshuvudstaden Brisbane.
Omgivningarna runt North Palmer River är huvudsakligen savann. Trakten runt North Palmer River är nära nog obefolkad, med mindre än två invånare per kvadratkilometer. Genomsnittlig årsnederbörd är 1 081 millimeter. Den regnigaste månaden är januari, med i genomsnitt 294 mm nederbörd, och den torraste är augusti, med 3 mm nederbörd.